# Shades of Deep Purple
Shades of Deep Purple — дебютний альбом Deep Purple. Вийшов у США в липні, а в Англії у вересні 1968 року. У Великій Британії альбом не увійшов до чарту, але в США піднявся до #24 в Billboard 200.

## Список композицій
Сторона «А»:
1. «And the Address» — 4:38
2. «Hush» — 4:24
3. «One More Rainy Day» — 3:40
4. a. «Prelude: Happiness» — 2:39
b. «I'm So Glad» — 7:19

Сторона «Б»:
1. «Mandrake Root» — 6:09
2. «Help!» — 6:01
3. «Love Help Me» — 3:49
4. «Hey Joe» — 7:33

Бонус-треки на перевиданні 2000:
1. «Shadows» — 3:38
2. «Love Help Me» — 3:29
3. «Help!» — 5:23
4. «Hey Joe» — 4:05
5. «Hush» — 3:53

## Склад гурту
- Род Еванс — вокал
- Річі Блекмор — гітара
- Джон Лорд — орган, бек-вокал
- Нік Симпер — бас-гітара, бек-вокал
- Ієн Пейс — ударні